# فندق‌لی (بورچکا)
فندق‌لی (به ترکی استانبولی: Fındıklı) یک منطقهٔ مسکونی در ترکیه است که در استان آرتوین واقع شده‌است. فندق‌لی ۳۰۶ نفر جمعیت دارد.